# Passage Alexandre
Le passage Alexandre est une voie du 15e arrondissement de Paris, en France.

## Situation et accès
Le passage Alexandre est situé dans le 15e arrondissement de Paris. Il débute au 71, boulevard de Vaugirard et se termine en impasse.

## Origine du nom

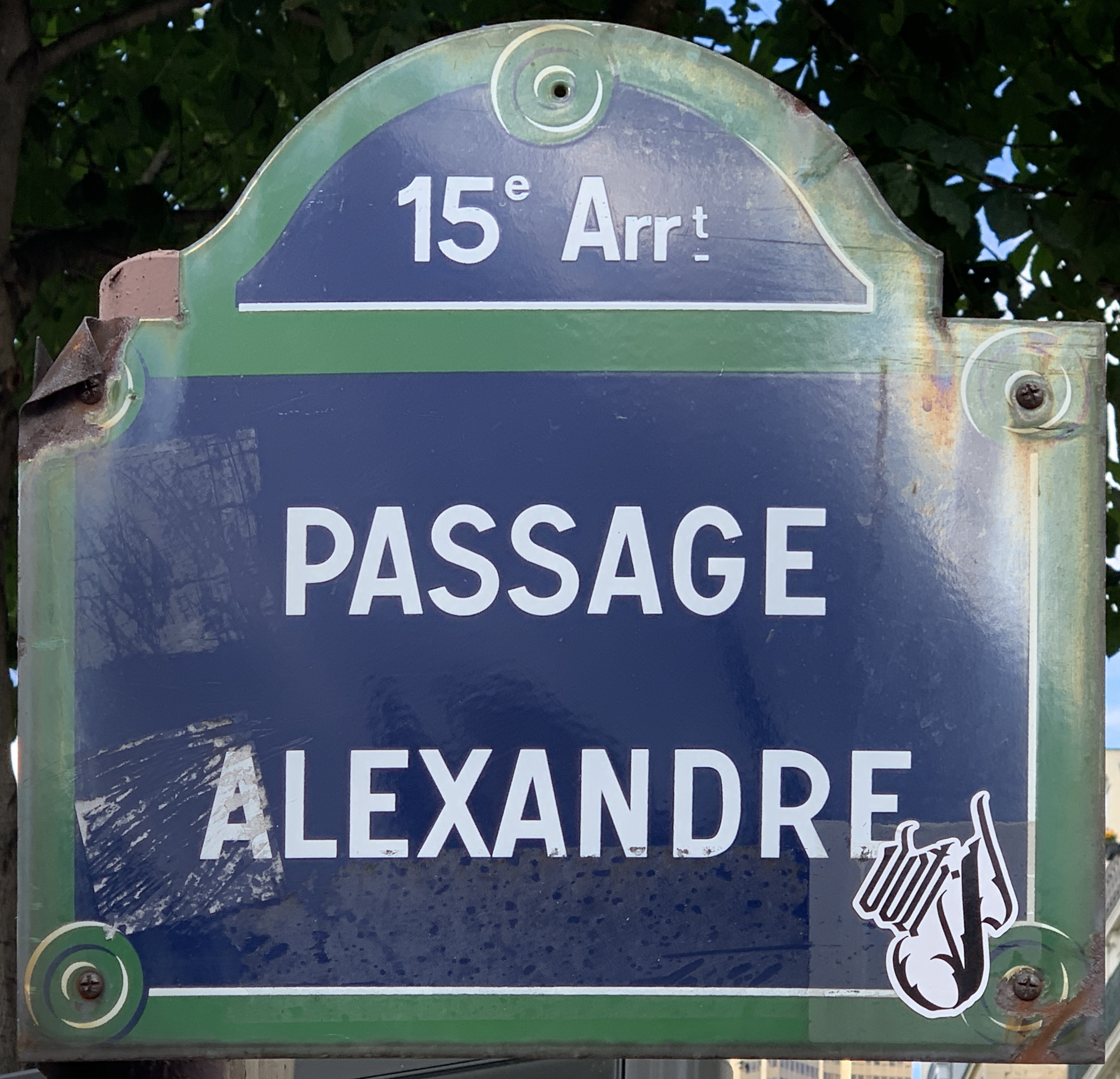
Plaque du passage.

Il porte le nom du propriétaire des terrains sur lesquels le passage a été ouvert.

## Historique
Le passage est , sous sa dénomination, en 1840. La partie qui formait retour d'équerre sur le boulevard Pasteur a été englobée en 1941 dans l'élargissement de cette dernière voie.